# Auckland Geddes
Auckland Campbell Geddes (ur. 21 czerwca 1879, zm. 8 czerwca 1954) – brytyjski polityk i dyplomata, członek Partii Konserwatywnej, minister w drugim rządzie Davida Lloyda George’a.
Był synem Aucklanda Campbella Geddesa i bratem Erica Geddesa. Walczył podczas II wojny burskiej jako porucznik 3. klasy pułku lekkiej piechoty Highland. W latach 1906–1909 był asystentem na Wydziale Anatomii Uniwersytetu Edynburskiego. W latach 1913–1914 był profesorem anatomii na Uniwersytecie McGill. Po wybuchu I wojny światowej został majorem 17 batalionu Royal Northumberland Fusiliers.
W 1917 r. Geddes został wybrany do Izby Gmin jako reprezentant okręgu Basingstoke. Objął również stanowisko dyrektora Służby Narodowej. W latach 1918–1919 był przewodniczącym Rady Samorządu Lokalnego. Następnie został ministrem odbudowy. W latach 1919–1920 był przewodniczącym Zarządu Handlu. W 1919 r. został rektorem Uniwersytetu McGill, ale nigdy nie objął tego stanowiska, gdyż w 1920 r. został mianowany brytyjskim ambasadorem w Waszyngtonie.
Geddes pozostał ambasadorem do 1924 r. W latach 1924–1927 był przewodniczącym Rio Tinto Company oraz Rhokana Corporation. Był kawalerem Krzyża Wielkiego Orderu św. Michała i św. Jerzego oraz Krzyża Komandorskiego Orderu Łaźni. W 1942 r. otrzymał tytuł 1. barona Geddes i zasiadł w Izbie Lordów.
W 1906 r. poślubił Isabellę Gamble Ross (zm. 8 stycznia 1962), córkę Williama Adolphusa Rossa. Auckland i Isabella mieli razem czterech synów i córkę:
- Ross Campbell Geddes (20 lipca 1907–1975), 2. baron Geddes
- podpułkownik Alexander Campbell Geddes (24 września 1911 - 22 września 1972), ożenił się z Margaret Addis i Marie-Anne zu Salm-Reifferscheidt-Krautheim und Dyck, miał dzieci z obu małżeństw
- Margaret Campbell Geddes (18 marca 1913 - 31 stycznia 1997), żona księcia Ludwika Heskiego, nie miała dzieci
- John Reay Campbell Geddes
- David Campbell Geddes

Lord Geddes zmarł w 1954 r. Tytuł barona odziedziczył jego najstarszy syn.